# Gouvernement Pierre Laval (2)
Pour les articles homonymes, voir Gouvernement Pierre Laval.
Troisième République
Gouvernement Pierre Laval I Gouvernement Pierre Laval III
Le deuxième gouvernement de Pierre Laval commença le 13 juin 1931 (jour de l'investiture du président Paul Doumer) et prit fin le 12 janvier 1932. La composition du Gouvernement est la même que celle du premier gouvernement Pierre Laval. La mort d'André Maginot provoque un remaniement ministériel, et le passage à un troisième gouvernement Pierre Laval.   

## Composition
| Portefeuille                                                                         | Titulaire | Titulaire                                         | Parti |
| ------------------------------------------------------------------------------------ | --------- | ------------------------------------------------- | ----- |
| Président du Conseil                                                                 |           | Pierre Laval                                      | DVD   |
| Ministres                                                                            |           |                                                   |       |
| Ministre des Affaires étrangères                                                     |           | Aristide Briand                                   | PRS   |
| Ministre des Finances                                                                |           | Pierre-Étienne Flandin                            | AD    |
| Ministre du Budget                                                                   |           | François Pietri                                   | AD    |
| Ministre de la Guerre                                                                |           | André Maginot (jusqu'au 7 janvier 1932)           | AD    |
| Ministre de la Justice                                                               |           | Léon Bérard                                       | AD    |
| Ministre de l'Instruction publique et des Beaux-Arts                                 |           | Marius Roustan                                    | RI    |
| Ministre de l'Intérieur                                                              |           | Pierre Laval                                      | DVD   |
| Ministre de la Marine militaire                                                      |           | Charles Dumont                                    | AD    |
| Ministre de l'Air                                                                    |           | Jacques-Louis Dumesnil                            | PRRRS |
| Ministre du Commerce et de l'Industrie                                               |           | Louis Rollin                                      | AD    |
| Ministre des Travaux publics                                                         |           | Maurice Deligne                                   | RI    |
| Ministre des Postes, Télégraphes et des Téléphones                                   |           | Charles Guernier                                  | RI    |
| Ministre de l'Agriculture                                                            |           | André Tardieu                                     | AD    |
| Ministre des Colonies                                                                |           | Paul Reynaud                                      | AD    |
| Ministre du Travail et de la Prévoyance Sociale                                      |           | Adolphe Landry                                    | RI    |
| Ministre de la Santé publique                                                        |           | Camille Blaisot                                   | FR    |
| Ministre de la Marine marchande                                                      |           | Louis de Chappedeleine                            | RI    |
| Ministre des Pensions                                                                |           | Auguste Champetier de Ribes                       | PDP   |
| Sous-secrétaires d’État                                                              |           |                                                   |       |
| Sous-secrétaire d’État à l'Économie nationale et à la Présidence du Conseil          |           | André François-Poncet (jusqu'au 3 septembre 1931) | AD    |
| Sous-secrétaire d’État à l'Économie nationale et à la Présidence du Conseil          |           | Claude-Joseph Gignoux                             | AD    |
| Sous-secrétaire d’État à l'Intérieur                                                 |           | Pierre Cathala                                    | RI    |
| Sous-secrétaire d’État à l'Instruction publique chargé des Beaux-Arts                |           | Maurice Petsche                                   | AD    |
| Sous-secrétaire d’État à l'Instruction publique chargé de l'Enseignement technique   |           | Charles Pomaret                                   | PRS   |
| Sous-secrétaire d’État à l'Instruction publique chargé de l'Éducation physique       |           | Émile Morinaud                                    | RI    |
| Sous-secrétaire d’État aux Travaux publics chargé des Travaux publics et du Tourisme |           | Gaston Gérard                                     | AD    |
| Sous-secrétaire d’État à la Marine militaire                                         |           | Pierre Dignac                                     | AD    |
| Sous-secrétaire d’État à l'Air                                                       |           | Étienne Riché                                     | RI    |
| Sous-secrétaire d’État à l'Agriculture                                               |           | Achille-Armand Fould                              | FR    |
| Sous-secrétaire d’État au Commerce et à l'Industrie                                  |           | Charles Frey                                      | AD    |
| Sous-secrétaire d’État aux Colonies                                                  |           | Blaise Diagne                                     | PRS   |
| Sous-secrétaire d’État au Travail et à la Prévoyance Sociale                         |           | Maurice Foulon                                    | SE    |

## Politique menée
En 1931, l'Autriche qui avait été réduite par le traité de Versailles à un petit pays de 6 millions d'habitants, annonce des pourparlers avec l'Allemagne pour établir une union douanière afin de stimuler le commerce, ce qui ne contrevenait à aucune clause du traité. Le gouvernement français réagit négativement et exige le remboursement immédiat de quelque 300 millions de dollars de crédits à court terme dus par l’Allemagne et l’Autriche aux banques françaises, afin de faire pression sur les deux pays pour qu’ils mettent fin à leur projet d'union douanière. Cela provoque un effondrement du cours de la monnaie autrichienne et la faillite de la principale banque autrichienne Credit Anstalt, filiale de la Banque Rothschild, puis en Allemagne une ruée des déposants de la Darmstaedter und Nationalbank dite Danat Bank, déclenchant la Grande dépression. Les banques centrales d'Angleterre, des États-Unis, de France et d'Allemagne se sont réunies pour discuter d’une injection de crédit d’urgence afin d’essayer d’arrêter la propagation de la panique monétaire, mais il était trop tard.